# Anna Ventura Comes
Anna Ventura Comes (Barcelona, 1986) és una jugadora catalana d'esquaix, raquetbol i soft-ràquet del Club Esportiu Rocafort.
Com a jugadora de raquetbol va guanyar l'Obert de França 2007 i el 1r Torneig Internacional de Barcelona 2007 i el Campionat de Catalunya. El seu debut amb la selecció catalana va ser l'any 2006 al 13è Campionat del món. També va participar en el campionat d'Europa 2007. També va ser subcampiona a l'Obert de França 2008
Com a jugadora de softraquet va guanyar el campionat de Catalunya l'any 2007.
Com a jugadora d'esquaix va ser campiona de Catalunya en totes les categories d'edat el 2009. Va formar part de la selecció catalana d'aquest esport de la temporada 2003 a la 2010 i es proclamà campiona d'Espanya el 2004.